# Трухильо (щат)
Вижте пояснителната страница за други значения на Трухильо.
Трухѝльо (на испански: Trujillo) е един от 23-те щата на южноамериканската държава Венецуела. Намира се в северозападната част на страната. Общата му площ е 7400 км², а населението е 840 554 жители (по изчисления за юни 2017 г.). Основан е през 1899 г.